# Asclepiòdot (historiador)
Asclepiòdot  (en llatí Asclepiodotus, en grec antic Άσκληπιόδοτος) fou un historiador grec que sembla que va viure a l'època de Dioclecià i que va escriure una vida d'aquest emperador, segons diu Flavi Vopisc. Probablement és la mateixa persona que es menciona amb el càrrec de general al regnat de Probe.